# Рухубелентский этрап
Рухубелентский этрап (туркм. Ruhubelent etraby) — этрап в Дашогузском велаяте Туркменистана. Центром этрапа является посёлок Рухубелент. Образован в апреле 2007 года на целинном массиве Шасенем.